# Paulius Pultinevičius
Paulius Pultinevičius est un joueur d'échecs lituanien né le 24 novembre 2001 à Marijampolė, grand maître international depuis 2019.
Au 13 Juin 2025, il est le troisième joueur lituanien avec un classement Elo de 2561 points.

## Biographie et carrière
Maître international depuis 2017, Paulius Pultinevičius termina deuxième du championnat de Lituanie en 2018 et obtint le titre de grand maître international en 2019.
Paulius Pultinevičius représenta la Lituanie lors des olympiades de 2016 et 2018, marquant  7 points sur 9 comme remplaçant (cinquième échiquier de réserve) en 2016 et  marquant 3 points sur 9 au deuxième échiquier de l'équipe nationale en 2018.
Il a participé au championnat d'Europe par équipes de 2019, marquant 5,5 points sur 9 au premier échiquier.
Lors du championnat d'Europe d'échecs individuel de 2019, il finit quinzième avec 7,5 points sur 11. Ce résultat le qualifiait pour la Coupe du monde d'échecs 2019 à Batoumi où il fut battu au premier tour par le Russe Aleksandr Grichtchouk